# Contea di Montgomery (Virginia)
La contea di Montgomery (in inglese Montgomery County) è una contea dello Stato della Virginia, negli Stati Uniti. La popolazione al censimento del 2000 era di 83 629 abitanti. Il capoluogo di contea è Christiansburg.